# Plott-Syndrom
Das Plott-Syndrom ist eine sehr seltene angeborene Erkrankung mit den Hauptmerkmalen Lähmung des Musculus cricoarytaenoideus posterior mit Verschließen der Stimmritze zusammen mit geistiger Behinderung.
Synonyme sind: Abduktorenlähmung, laryngeale – geistige Retardierung; englisch Vocal Cord Dysfunction, Familia; Laryngeal Abductor Paralysis
Die Bezeichnung bezieht sich auf den Erstautor der Erstbeschreibung aus dem Jahre 1964 durch den US-amerikanischen Neurologen Dwight Plott.

## Verbreitung
Die Häufigkeit wird mit unter 1 zu 1.000.000 angegeben, die Vererbung erfolgt wahrscheinlich X-chromosomal-rezessiv, die Ursache ist bislang nicht bekannt. Möglicherweise liegt die Veränderung auf den Genort q27.1.

## Klinische Erscheinungen
Klinische Kriterien sind:
- angeborene dauernde Lähmung des Larynx Abduktor-Muskels mit inspiratorischem Stridor, Zyanose, Schluckstörung, Sprachstörung
- geistige Behinderung